# William Carr (remer)
William "Bill" John Carr (Gortnagrace, Donegal, Irlanda, 17 de juny de 1876 – Filadèlfia, 25 de març de 1942) va ser un remer estatunidenc que va competir cavall del segle xix i el segle xx. Nascut a Irlanda, durant la darrera dècada del segle xix emigrà als Estats Units.
El 1900 va prendre part en els Jocs Olímpics de París, on guanyà una medalla d'or en la prova de vuit amb timoner com a membre de l'equip Vesper Boat Club.